# هانز بيتر هالفاكس
هانز بيتر هالفاكس (بالألمانية: Hans Peter Hallwachs)‏ (و. 1938 – م) هو ممثل، وممثل صوت، وممثل مسرحي، وممثل أفلام من ألمانيا. ولد في يوتربورغ.

## وصلات خارجية
- هانز بيتر هالفاكس على موقع IMDb (الإنجليزية)
- هانز بيتر هالفاكس على موقع مونزينجر (الألمانية)
- هانز بيتر هالفاكس على موقع ألو سيني (الفرنسية)
- هانز بيتر هالفاكس على موقع ميوزك برينز (الإنجليزية)
- هانز بيتر هالفاكس على موقع أول موفي (الإنجليزية)
- هانز بيتر هالفاكس على موقع قاعدة بيانات الأفلام السويدية (السويدية)
- هانز بيتر هالفاكس على موقع ديسكوغز (الإنجليزية)
- هانز بيتر هالفاكس على موقع قاعدة بيانات الفيلم (الإنجليزية)
- هانز بيتر هالفاكس على موقع كينوبويسك (الروسية)